# رابرت گدارد

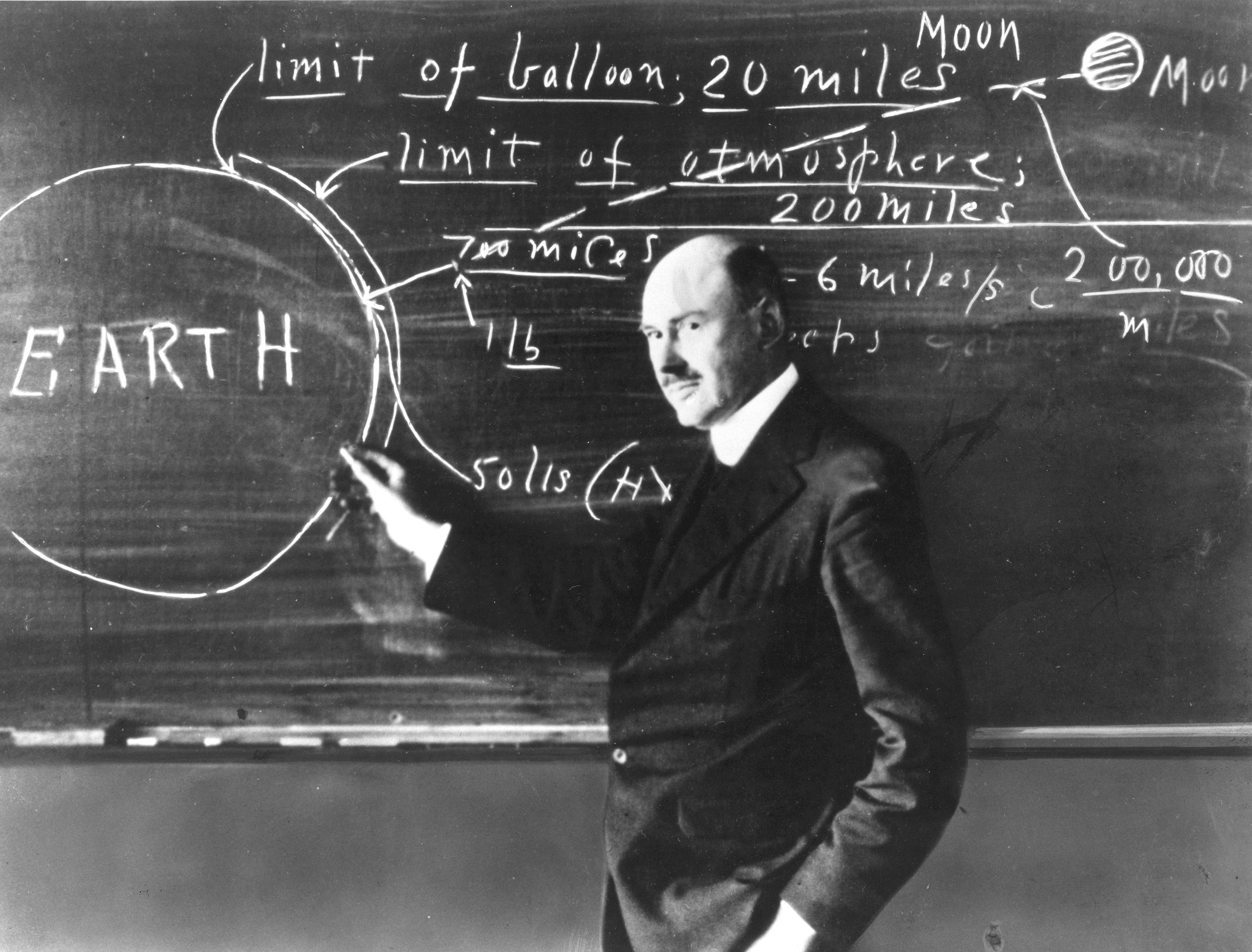
رابرت گدارد مدرس

رابرت گدارد در کنار موشک سوخت مایع کنترل‌شونده

رابرت هاچینگز گُدارد (به انگلیسی: Robert H. Goddard) (زاده ۵ اکتبر ۱۸۸۲ – درگذشته ۱۰ اوت ۱۹۴۵) استاد و دانشمند آمریکایی پیشگام موشک سوخت مایع کنترل‌شونده.
گدارد اولین موشک سوخت مایع را در تاریخ ۱۶ مارس ۱۹۲۶ پرتاب کرد. بین سال‌های ۱۹۳۰ تا ۱۹۳۵ با پرتاب موشک‌های مختلف به سرعت ۵۵۰ مایل بر ساعت دست یافت.
در واقع می‌توان رابرت گدارد را به همراه کنستانتین تسیولکوفسکی روسی و هرمان اوبرت مجارستانی، پیشکسوت‌ها و پایه‌گذاران کشفیات علوم موشکی و فضانوردی به حساب آورد. جالب توجه است که اگرچه این سه نفر به بخشی از نتایج علوم موشکی و موارد مربوط به جاذبه زمین دست یافتند، اما بخش بزرگی از این امور را فقط با اتکا بر کارهای علمی مستقل خود به ثمر رساندند.

## تحصیلات
در سال ۱۹۰۸ مدرک کارشناسی دریافت کرد و در پاییز همان سال دانشگاه کلارک ثبت‌نام کرد. در سال ۱۹۱۰ کارشناسی ارشد و در سال ۱۹۱۱ مدرک دکترای خود را از همان دانشگاه دریافت کرد. او در سال ۱۹۱۲ فرصت مطالعاتی از دانشگاه پرینستون را پذیرفت.

## یادبود
او ۲۱۴ اختراع به نام خود ثبت کرد، مرکز پرواز فضایی گدارد که در سال ۱۹۵۹ در مریلند تأسیس شد نیز به یاد او نامگذاری شده‌است. همچنین کتابخانه‌ای در دانشگاه کلارک به نام کتابخانه گدارد نامگذاری شد.
یکی از دهانه‌های ماه نیز بنام دهانه گدارد نامگذاری شده‌است.